# ルーカス・ペドロ・アルヴェス・デ・リマ
ルーカス・リマ（Lucas Lima）ことルーカス・ペドロ・アルヴェス・デ・リマ（Lucas Pedro Alves de Lima、1991年10月10日 - ）はブラジルのサッカー選手。イスタンブール・バシャクシェヒルFK所属。ポジションはDF。

## 経歴
カンピオナート・ブラジレイロ・セリエCのクリシューマECでキャリアを始める。
2014年1月24日、ゴイアスECへ期限付き移籍。
2015年6月16日、FCアロウカに2年契約で移籍。
2021年6月21日、イスタンブール・バシャクシェヒルFKと3年契約を結んだ。